# Ioan Alexi
Ioan Alexi (n. 24 iunie 1801, Pericei sau, conform altor surse, Mălădia, Ținutul Sălajului - d.  29 iunie 1863, Gherla) a fost episcop greco-catolic al Diecezei de Gherla între 1854-1863. A avut de asemenea preocupări serioase și în domeniul filologiei.

## Biografie
Ioan Alexi s-a născut la Mălădia, tatăl său era morar, (iar după alte surse, la Pericei, în Ținutul Sălajului, tatăl său fiind păstor din Mălădia). Privind biografia acestuia, dascălul Daniil Graur a scris în 1932: 
| “ | Episcopul Ioan Alexi, după cum ne spune tradiția, s-a născut în Mălădia. În strâmtoarea numită Sorușa era o moară. Trecând episcopul romano-catolic din Oradea cu trăsură prin Sorușa, cu oare care canonic, au poposit puțin la moara respectivă. Băiatul, care era de 4-5 ani, s-a așezat pe scândura din dosul trăsurii unde a adormit. Când a plecat trăsura, nu a fost observat de cei din trăsură. Ajungând la Nușfalău, s'au trezit cei din trăsură, cum ar auzi plâns de copil. Stând în loc au aflat că pe scândură stă un băiat plângând și ținându-se de scândură. Întrebându-l că de unde este, nu a știut spune decât că îl chiamă Ioan Alexuțan. Neștiind ce să facă cu băiatul l-au dus cu ei la Oradea și l'au crescut la școli. Din acest băiat cu timpul a ajuns de a fi episcopul de Gherla în Diecesa înființată din nou. În Mălădia sunt mulți țărani cu numele Alexuțan. | ” |

### Studii
Ioan Alexi a studiat la Șimleu Silvaniei, Carei, Oradea, precum și la Colegiul Sfânta Barbara din Viena.
 
La Viena, în timpul studenției, a scris, în anul 1826, „Grammatica Daco-Romana sive Valachica”, lucrare care era foarte răspândită în mediul învățaților timpului. Filologul englez Bruce Whyte a demonstrat, sprijinindu-se pe această lucrare a lui Ioan Alexi, romanitatea limbii române și a celorlalte limbi romanice surori.

### Preot
În anul 1825, a fost hirotonit preot de către episcopul Samuil Vulcan. Acesta l-a numit preot la parohia Borozel. În anul 1831 Ioan Alexi a trecut arhivar episcopal, iar în anul 1835, preot paroh la Oradea-Olosig, apoi a primit funcția de canonic al Episcopiei de Oradea Mare.

#### Episcop
Prin decretul imperial din 17 martie 1854, Ioan Alexi a fost numit episcop al Diecezei Gherlei, care fusese înființată de curând, prin Bula papală „Ad apostolicam Sedam”, din 26 noiembrie 1853. Această dieceză nou înființată cuprindea 540 de parohii în nord-vestul Transilvaniei, împreună cu alte 94 de parohii desprinse din Eparhia Greco-Catolică de Muncaci, azi în Ucraina Transcarpatică, împreună 634 parohii cu 410.000 suflete . Prin Bula din 6 decembrie 1854, Papa Pius al IX-lea l-a confirmat episcop pe Ioan Alexi. La 28 octombrie 1858, Mitropolitul Alexandru Sterca-Șuluțiu l-a 
consacrat episcop, în Catedrala Sfânta Treime din Blaj, odată cu episcopul de Lugoj, Alexandru Dobra. Coconsacratori au fost Vasile Erdeli, episcopul de Oradea Mare, și episcopul Angelo Parsi, vicar apostolic al Țării Românești. La 7 septembrie 1856, a avut loc instalarea Episcopului Ioan Alexi, la Gherla, în prezența Mitropolitului Alexandru Sterca-Șuluțiu.

În 1852, Ioan Alexi a înființat și a sfințit Școala capitală greco-catolică română din Târgu Lăpușului, care a devenit un focar de cultură românească, în zonă.

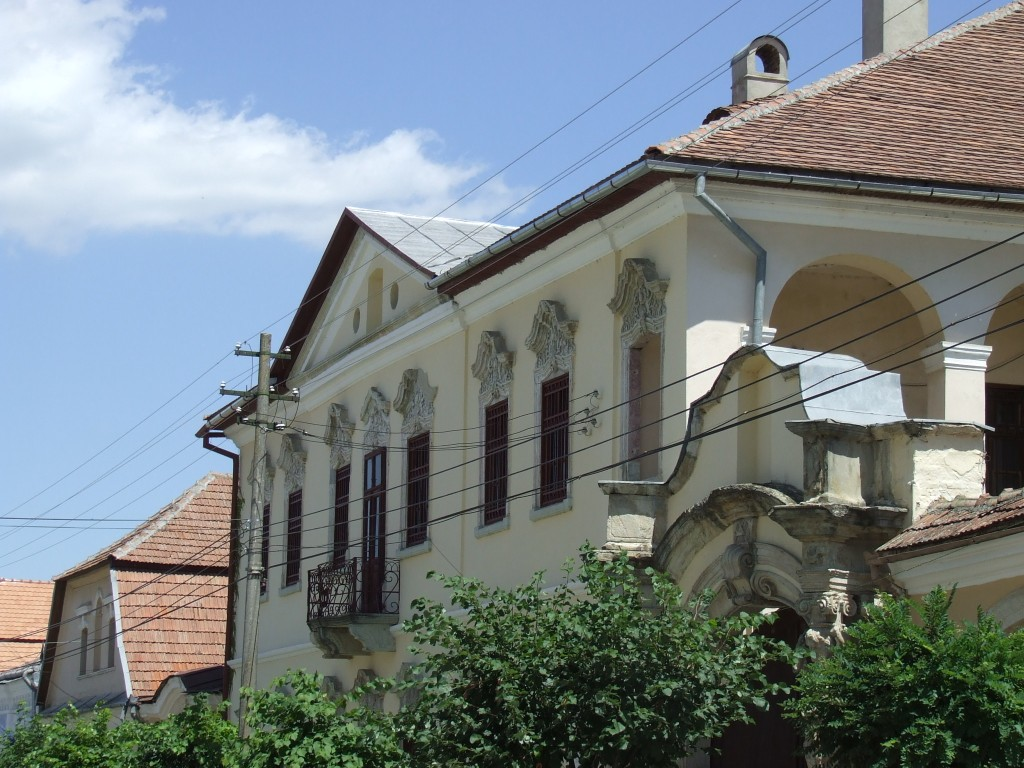
Clădirea în care Ioan Alexi a înființat în 1859 Seminarul Teologic Greco-Catolic

În anul 1858,  episcopul Ioan Alexi a înființat „Preparandia” de la Năsăud, cu un curs de 2 ani, iar în anul 1859, a deschis Seminariul Teologic de la Gherla, avându-l pe vicarul foraneu al Năsăudului Macedon Pop ca proto-director. S-a preocupat, în mod permanent, de aprovizionarea cu cărți școlare a tuturor școlilor sătești din eparhia sa, care erau în număr de 592, cu circa 36.240 de elevi și eleve. („Sionul românesc”, Viena, 1863). Însuși episcopul distribuia premiile celor mai merituoși elevi.

Din contribuțiile credincioșilor, a înființat fondul școlastic, pe care l-a folosit la întreținerea tinerilor care studiau la universitățile străine, pentru ca și românii să aibă intelectualii lor.

În anul 1860 episcopul Ioan Alexi a vizitat o mare parte a parohiilor din Vicariatul Maramureșului.
Împreună cu Mitropolitul Alexandru Sterca-Șuluțiu și cu Episcopul Vasile Erdeli a protestat la cererea celor 58 de maramureșeni, pretinși români,din 1860, de redactare în limba maghiară, a cărților funciare.

A dispus înlocuirea limbii slavone cu limba română în bisericile din Maramureș, iar pe preoți i-a obligat să-și cumpere și să folosească cărțile liturgice editate la Blaj.

Pastoralele sale, transmise tuturor parohiilor din eparhia sa, constituiau și îndemnuri de iubire a limbii și națiunii române.
 
În calitate de membru al Comitetului Național Român din Sibiu, între anii 1861-1863, a apărat interesul românilor din Transilvania.

### Sfârșitul vieții
Episcopul Ioan Alexi s-a îmbolnăvit de pneumonie și a decedat la 29 iunie 1863, la Gherla. Este înmormântat în cimitirul greco-catolic din Gherla.

### In memoriam
- Istoricul Nicolae Iorga l-a numit pe Ioan Alexi „episcopul cărturar”.
- O stradă din Oradea, fostă „Ciocanului”, îi poartă numele: Strada Episcop Ioan Alexi.

## Scrieri
- Grammatica Daco-Romana sive Valachica latinitate donata, aucta, ac in hunc ordinem redacta, Viena, 1826
- Scrieri pastorale
- Manuale școlare